# Mary Boyce
Mary Boyce (* 2. August 1920 in Darjeeling, Indien; † 4. April 2006) war eine britische Iranistin.
Die Familie von Mary Boyce stammte ursprünglich aus Irland, ihr Vater war Richter in der Zivilverwaltung in Britisch-Indien. Ihre Mutter war Enkelin von Samuel Rawson Gardiner. Sie studierte in Cambridge und an der School of Oriental and African Studies (SOAS) in London. Bereits vor ihrer Promotion (1952) war sie seit 1947 Dozentin für Iranische Sprachen an der SOAS. 1963 trat sie die Nachfolge ihres Lehrers Walter B. Henning als Professorin an der SOAS an. Sie genoss einen international hervorragenden Ruf und war (Ehren-)Mitglied zahlreicher wissenschaftlicher Vereinigungen.
Ihre Forschungsschwerpunkte waren die mittel-iranischen Sprachen, der Manichäismus und der Zoroastrismus; zum letzteren verfasste sie unter anderem ein mehrbändiges Standardwerk (A History of Zoroastrianism, Bd. 1–3, Leiden/Köln 1975–1991; Bd. 3 zusammen mit Frantz Grenet; Bd. 4 konnte sie nicht mehr vollenden). Sie verfasste außerdem mehrere Artikel für die Encyclopædia Iranica.

## Veröffentlichungen (Auswahl)
- A Persian Stronghold of Zoroastrianism. Clarendon Press, Oxford 1977.
- Zoroastrians: Their Religious Beliefs and Practices. Routledge & Kegan Paul, London 1979, ISBN 0-7100-0121-5.
- A History of Zoroastrianism. 3 Bände. Brill, Leiden/Köln 1975, 1982 und (mit F. Grenet) 1991.
- (als Hrsg. und Übers.): Textual Sources for the Study of Zoroastrianism. University Press, Manchester 1984, ISBN 0-7190-1064-0.
- Zoroastrianism: Its Antiquity and Constant Vigour. Mazda Publishing, Costa Mesa/New York 1992, ISBN 0-939214-89-X.